# Günther Wachtler
Günther Wachtler (* 1944) ist ein deutscher Soziologe.

## Leben
Wachtler studierte von 1966 bis 1971 Soziologie, Wirtschaftswissenschaft und Sozialpsychologie an der Eberhard Karls Universität Tübingen und der Ludwig-Maximilians-Universität München. Danach war er Wissenschaftlicher Mitarbeiter am Münchner Institut für Soziologie und am Sonderforschungsbereich 101 um Karl Martin Bolte. Von 1976 bis 1986 war er Wissenschaftlicher Rat am Sozialwissenschaftlichen Institut der Bundeswehr (SOWI) in München. 1978 wurde er bei Bolte an der Staatswissenschaftlichen Fakultät der Universität München mit der Dissertation Humanisierung der Arbeit und Industriesoziologie. Eine soziologische Analyse historischer Vorstellungen humaner Arbeitsgestaltung zum Dr. rer. pol. promoviert. 1986 wurde er Professor für Soziologie und Sozialpsychologie an der Universität-Gesamthochschule Wuppertal; im Wintersemester 2009/10 wurde er emeritiert. Sein Forschungsschwerpunkt ist die Arbeits-, Organisations- und Industriesoziologie.

## Schriften (Auswahl)
- Humanisierung der Arbeit und Industriesoziologie. Eine soziologische Analyse historischer Vorstellungen humaner Arbeitsgestaltung. Kohlhammer, Stuttgart u. a. 1979, ISBN 3-17-005165-2.
- mit Wolfgang Littek, Werner Rammert (Hrsg.): Einführung in die Arbeits- und Industriesoziologie. Campus, Frankfurt am Main u. a. 1982, ISBN 3-593-32548-9.
- Militär, Krieg, Gesellschaft. Texte zur Militärsoziologie. Campus, Frankfurt am Main u. a. 1983, ISBN 3-593-33278-7.
- mit Petra Sabine Wagner: Arbeit im Ruhestand. Betriebliche Strategien und persönliche Motive zur Erwerbsarbeit im Alter. Leske und Budrich, Opladen 1997, ISBN 3-8100-1648-9.
- mit Heike Franzke, Jörg Balcke: Die Innovationsfähigkeit von Betrieben angesichts alternder Belegschaften. Forschungsinstitut der Friedrich-Ebert-Stiftung, Abteilung Arbeits- und Sozialforschung, Bonn 1997, ISBN 3-86077-629-0.
- mit Paul Klein, Andreas Prüfert (Hrsg.): Das Militär im Mittelpunkt sozialwissenschaftlicher Forschung. Beiträge und Bibliographie. Das Werk von Ekkehard Lippert (= Militär und Sozialwissenschaften. Band 21). Nomos, Baden-Baden 1998, ISBN 3-7890-5577-8.
- mit Ulla Hendrix, Claudia Abendroth: Outsourcing und Beschäftigung. Die Folgen betriebsübergreifender Kooperation für die Gestaltung von Arbeit.  Hampp, München u. a. 2003, ISBN 3-87988-785-3.
- mit Fritz Böhle, G. Günter Voß (Hrsg.): Handbuch Arbeitssoziologie. VS Verlag für Sozialwissenschaften, Wiesbaden 2010, ISBN 978-3-531-15432-9.